# Élections présidentielles sous la Cinquième République dans le Jura
Depuis l'adoption de la Constitution de la Cinquième République française en 1958, dix élections présidentielles ont eu lieu afin d'élire le président de la République. Cette page présente les résultats de ces élections dans le Jura.

## Synthèse des résultats du second tour
Le département vote en général selon la tendance nationale, hormis en 2012 où Nicolas Sarkozy arrive en tête au second tour devant François Hollande. En 2017 et en 2022 Emmanuel Macron obtient 5 points de moins qu'au niveau national.
| année | Répartition des exprimés | Répartition des exprimés | Participation (% des inscrits) | Blancs ou nuls (% des votants) |

| 2022 | Emmanuel Macron (53,07 %) (France : 58,55 %) | Marine Le Pen (46,93 %) (France : 41,45 %) | 75,94 % (France : 71,99 %) | 7,89 % (France : 6,23 %) |

| 2017 | Emmanuel Macron (61,37 %) (France : 66,10 %) | Marine Le Pen (38,63 %) (France : 33,90 %) | 78,42 % (France : 77,77 %) | 2,22 % (France : 2,47 %) |

| 2012 | François Hollande (49,42 %) (France : 51,64 %) | Nicolas Sarkozy (50,58 %) (France : 48,36 %) | 83,58 % (France : 80,35 %) | 2,06 % (France : 5,82 %) |

| 2007 | Nicolas Sarkozy (55,02 %) (France : 53,06 %) | Ségolène Royal (44,98 %) (France : 46,94 %) | 86,19 % (France : 83,97 %) | 1,67 % (France : 4,20 %) |

| 2002 | Jacques Chirac (81,15 %) (France : 82,21 %) | J.-M. Le Pen (18,85 %) (France : 17,79 %) | 75,86 % (France : 79,71 %) | 4,01 % (France : 3,38 %) |

| 1995 | Jacques Chirac (52,29 %) (France : 52,64 %) | Lionel Jospin (47,71 %) (France : 47,36 %) | 81,54 % (France : 78,38 %) | 3,41 % (France : 2,81 %) |

| 1988 | François Mitterrand (54,35 %) (France : 54,02 %) | Jacques Chirac (45,65 %) (France : 45,98 % %) | 82,57 % (France : 81,35 %) | 2,23 % (France : 2,00 %) |

| 1981 | François Mitterrand (52,45 %) (France : 51,76 %) | Valéry Giscard d'Estaing (47,55 %) (France : 48,24 %) | 81,46 % (France : 81,09 %) | 1,82 % (France : 1,62 %) |

| 1974 | Valéry Giscard d'Estaing (51 %) (France : 50,81 %) | François Mitterrand (49 %) (France : 49,19 %) | 84,53 % (France : 84,23 %) | 0,88 % (France : 0,92 %) |

| 1969 | Georges Pompidou (54,49 %) (France : 58,21 %) | Alain Poher (45,51 %) (France : 41,79 %) | 75,57 % (France : 77,59 %) | 1,39 % (France : 1,29 %) |

| 1965 | Charles de Gaulle (55,66 %) (France : 55,20 %) | François Mitterrand (44,34 %) (France : 44,80 %) | 83,78 % (France : 84,75 %) | 0,94 % (France : 1,01 %) |

|  | ▲ |

## Résultats détaillés par scrutin

### 2022
Arrivé en tête du premier tour, le président sortant Emmanuel Macron (27,85 %) affronte Marine Le Pen (23,15 %), un duel identique à celui du scrutin de 2017. C'est la deuxième fois qu'un second tour opposant les mêmes candidats à deux scrutins présidentiels consécutifs a lieu après ceux où se sont affrontés Valéry Giscard d'Estaing et François Mitterrand en 1974 et 1981.
En troisième position avec 21,95 % des voix, Jean-Luc Mélenchon réalise le score le plus élevé de ses trois candidatures et arrive largement en tête de la gauche, mais échoue à accéder au second tour, avec environ 400 000 voix de moins que Marine Le Pen.
Une nouvelle fois, les partis politiques traditionnels sont absents du second tour, dans des proportions encore plus importantes que lors de la précédente élection. Le Parti socialiste et Les Républicains, représentés respectivement par Anne Hidalgo et Valérie Pécresse, s'effondrent avec des scores historiquement faibles et n'atteignent pas le seuil des 5 %, condition permettant d'être remboursé des frais de campagne.
Le second tour voit Emmanuel Macron l'emporter par 58,55 % des suffrages exprimés, permettant ainsi au président sortant d'entamer un second mandat. Le septennat ayant été aboli en 2000, il devient ainsi le premier président de la République française à être réélu pour un deuxième quinquennat, le deuxième président de la Cinquième République réélu hors période de cohabitation et le quatrième président de la Cinquième République réélu.
Dans le Jura, Marine Le Pen arrive en tête du premier tour avec 26,29% des exprimés, suivie de Emmanuel Macron (24,88%), Jean-Luc Mélenchon (19,89%), et Éric Zemmour (6,65 %). Au second tour, les électeurs ont voté à 53,07% pour Emmanuel Macron contre 46,93% pour Marine Le Pen avec un taux de participation de 75,94% des inscrits.
| Candidats                | Candidats                | Partis                   | Premier tour | Premier tour | Second tour | Second tour |
| Candidats                | Candidats                | Partis                   | Voix         | %            | Voix        | %           |
| ------------------------ | ------------------------ | ------------------------ | ------------ | ------------ | ----------- | ----------- |
|                          | Marine Le Pen            | RN                       | 38 179       | 26,29        | 60 884      | 46,93       |
|                          | Emmanuel Macron          | LREM                     | 36 139       | 24,88        | 68 846      | 53,07       |
|                          | Jean-Luc Mélenchon       | LFI                      | 28 882       | 19,89        |             |             |
|                          | Éric Zemmour             | REC                      | 9 657        | 6,65         |             |             |
|                          | Valérie Pécresse         | LR                       | 7 424        | 5,11         |             |             |
|                          | Yannick Jadot            | EELV                     | 6 388        | 4,40         |             |             |
|                          | Jean Lassalle            | RES                      | 6 218        | 4,28         |             |             |
|                          | Nicolas Dupont-Aignan    | DLF                      | 4 143        | 2,85         |             |             |
|                          | Fabien Roussel           | PCF                      | 3 166        | 2,18         |             |             |
|                          | Anne Hidalgo             | PS                       | 2 635        | 1,81         |             |             |
|                          | Philippe Poutou          | NPA                      | 1 343        | 0,92         |             |             |
|                          | Nathalie Arthaud         | LO                       | 1 053        | 0,73         |             |             |
|                          |                          |                          |              |              |             |             |
| Votes valides            | Votes valides            | Votes valides            | 145 227      | 97,49        | 129 730     | 89,61       |
| Votes blancs             | Votes blancs             | Votes blancs             | 2 625        | 1,76         | 11 194      | 7,73        |
| Votes nuls               | Votes nuls               | Votes nuls               | 1 111        | 0,75         | 3 851       | 2,66        |
| Total                    | Total                    | Total                    | 148 963      | 100          | 144 775     | 100         |
| Abstention               | Abstention               | Abstention               | 41 634       | 21,84        | 45 869      | 24,06       |
| Inscrits / participation | Inscrits / participation | Inscrits / participation | 190 597      | 78,16        | 190 644     | 75,94       |

### 2017
Le premier tour de l'élection présidentielle de 2017 voit s'affronter onze candidats. Emmanuel Macron arrive en tête devant Marine Le Pen et tous deux se qualifient pour le second tour. Néanmoins, avec François Fillon et Jean-Luc Mélenchon, les scores des quatre candidats ayant recueilli le plus de voix sont serrés (4,43 points entre le 1er et le 4e). Pour la première fois, aucun des candidats des deux partis politiques pourvoyeurs jusque-là des présidents de la Ve République, n'est présent au second tour. Celui-ci se tient le dimanche 7 mai et se solde par la victoire d'Emmanuel Macron, avec un total de 20 753 798 bulletins de vote en sa faveur, soit 66,10 % des suffrages exprimés, face à la candidate du Front national, qui recueille 33,90 %. Le scrutin est néanmoins marqué par une forte abstention et par un record de votes blancs ou nuls. 
Dans le Jura, Marine Le Pen arrive en tête du premier tour avec 24,14 % des exprimés, suivie de Emmanuel Macron (21,33 %), Jean-Luc Mélenchon (20,28 %), François Fillon (18,97 %) et Nicolas Dupont-Aignan (5,71 %). Au second tour, les électeurs ont voté à 61,37 % pour Emmanuel Macron contre 38,63 % pour Marine Le Pen avec un taux de participation de 78,42 % des inscrits.
|             | FN          | Marine Le Pen         | 36 110  | 24,14 %    | 49 888  | 38,63 %    |  |  |
|             | EM          | Emmanuel Macron       | 31 896  | 21,33 %    | 79 268  | 61,37 %    |  |  |
|             | LFi         | Jean-Luc Mélenchon    | 30 331  | 20,28 %    |         |            |  |  |
|             | LR          | François Fillon       | 28 373  | 18,97 %    |         |            |  |  |
|             | DlF         | Nicolas Dupont-Aignan | 8 533   | 5,71 %     |         |            |  |  |
|             | PS          | Benoît Hamon          | 7 589   | 5,07 %     |         |            |  |  |
|             | RES         | Jean Lassalle         | 1 994   | 1,33 %     |         |            |  |  |
|             | NPA         | Philippe Poutou       | 1 980   | 1,32 %     |         |            |  |  |
|             | UPR         | François Asselineau   | 1 330   | 0,89 %     |         |            |  |  |
|             | LO          | Nathalie Arthaud      | 1 148   | 0,77 %     |         |            |  |  |
|             | SeP         | Jacques Cheminade     | 285     | 0,19 %     |         |            |  |  |
|             |             |                       |         |            |         |            |  |  |
|             |             |                       | Nombre  | % inscrits | Nombre  | % inscrits |  |  |
| Inscrits    | Inscrits    | Inscrits              | 190 332 |            | 190 316 |            |  |  |
| Abstentions | Abstentions | Abstentions           | 36 524  | 19,19 %    | 41 062  | 21,58 %    |  |  |
| Votants     | Votants     | Votants               | 153 808 | 80,81 %    | 149 254 | 78,42 %    |  |  |
|             |             |                       |         |            |         |            |  |  |
|             |             |                       |         | % votants  |         | % votants  |  |  |
| Blancs      | Blancs      | Blancs                | 3 168   | 1,66 %     | 15 361  | 8,07 %     |  |  |
| Nuls        | Nuls        | Nuls                  | 1 071   | 0,56 %     | 4 737   | 2,49 %     |  |  |
| Exprimés    | Exprimés    | Exprimés              | 149 569 | 78,58 %    | 129 156 | 67,86 %    |  |  |

### 2012
Hollande, désigné par le PS à la suite d'une primaire ouverte, devance Sarkozy dès le premier tour de l'élection présidentielle de 2012 : c'est la première fois qu'un président sortant est ainsi devancé. Au second tour, Sarkozy est battu mais par un écart plus faible qu'attendu.
Dans le Jura, Nicolas Sarkozy arrive en tête du premier tour avec 25,83 % des exprimés, suivi de François Hollande (24,6 %), Marine Le Pen (20,41 %), Jean-Luc Mélenchon (12,55 %) et François Bayrou (9,62 %). Au second tour, les électeurs ont voté à 49,42 % pour François Hollande contre 50,58 % pour Nicolas Sarkozy avec un taux de participation de 83,66 % des inscrits.
|                | UMP            | Nicolas Sarkozy       | 39 808  | 25,83 %    | 74 004  | 50,58 %    |  |  |
|                | PS             | François Hollande     | 37 910  | 24,6 %     | 72 321  | 49,42 %    |  |  |
|                | FN             | Marine Le Pen         | 31 458  | 20,41 %    |         |            |  |  |
|                | FG             | Jean-Luc Mélenchon    | 19 338  | 12,55 %    |         |            |  |  |
|                | MoDem          | François Bayrou       | 14 819  | 9,62 %     |         |            |  |  |
|                | EELV           | Éva Joly              | 3 691   | 2,4 %      |         |            |  |  |
|                | DLF            | Nicolas Dupont-Aignan | 3 532   | 2,29 %     |         |            |  |  |
|                | NPA            | Philippe Poutou       | 2 028   | 1,32 %     |         |            |  |  |
|                | LO             | Nathalie Arthaud      | 1 084   | 0,7 %      |         |            |  |  |
|                | S&P            | Jacques Cheminade     | 425     | 0,28 %     |         |            |  |  |
|                |                |                       |         |            |         |            |  |  |
|                |                |                       | Nombre  | % inscrits | Nombre  | % inscrits |  |  |
| Inscrits       | Inscrits       | Inscrits              | 188 252 |            | 188 216 |            |  |  |
| Abstentions    | Abstentions    | Abstentions           | 30 917  | 16,42 %    | 30 754  | 16,34 %    |  |  |
| Votants        | Votants        | Votants               | 157 335 | 83,58 %    | 157 462 | 83,66 %    |  |  |
|                |                |                       |         |            |         |            |  |  |
|                |                |                       |         | % votants  |         | % votants  |  |  |
| Blancs ou nuls | Blancs ou nuls | Blancs ou nuls        | 3 242   | 2,06 %     | 11 137  | 7,07 %     |  |  |
| Exprimés       | Exprimés       | Exprimés              | 154 093 | 97,94 %    | 146 325 | 97,94 %    |  |  |

### 2007
Au premier tour de l'élection présidentielle de 2007, Sarkozy réussit à capter une partie des voix de Le Pen et arrive largement en tête. Royal est la première femme qualifiée pour le second tour d'une élection présidentielle. Elle est battue avec une avance de 6 points.
Dans le Jura, Nicolas Sarkozy arrive en tête du premier tour avec 29,1 % des exprimés, suivi de Ségolène Royal (22,67 %), François Bayrou (18,62 %), Jean-Marie Le Pen (13,35 %) et Olivier Besancenot (4,42 %). Au second tour, les électeurs ont voté à 55,02 % pour Nicolas Sarkozy contre 44,98 % pour Ségolène Royal avec un taux de participation de 86,44 % des inscrits.
|                | UMP            | Nicolas Sarkozy      | 46 144  | 29,1 %     | 84 605  | 55,02 %    |  |  |
|                | PS             | Ségolène Royal       | 35 952  | 22,67 %    | 69 180  | 44,98 %    |  |  |
|                | UDF            | François Bayrou      | 29 520  | 18,62 %    |         |            |  |  |
|                | FN             | Jean-Marie Le Pen    | 21 167  | 13,35 %    |         |            |  |  |
|                | LCR            | Olivier Besancenot   | 7 013   | 4,42 %     |         |            |  |  |
|                | MPF            | Philippe de Villiers | 4 301   | 2,71 %     |         |            |  |  |
|                | Les Verts      | Dominique Voynet     | 3 413   | 2,15 %     |         |            |  |  |
|                | GPA            | Marie-George Buffet  | 3 084   | 1,95 %     |         |            |  |  |
|                | SE             | José Bové            | 2 610   | 1,65 %     |         |            |  |  |
|                | LO             | Arlette Laguiller    | 2 451   | 1,55 %     |         |            |  |  |
|                | CPNT           | Frédéric Nihous      | 2 191   | 1,38 %     |         |            |  |  |
|                | CNRSP          | Gérard Schivardi     | 714     | 0,45 %     |         |            |  |  |
|                |                |                      |         |            |         |            |  |  |
|                |                |                      | Nombre  | % inscrits | Nombre  | % inscrits |  |  |
| Inscrits       | Inscrits       | Inscrits             | 187 083 |            | 187 165 |            |  |  |
| Abstentions    | Abstentions    | Abstentions          | 25 831  | 13,81 %    | 25 373  | 13,56 %    |  |  |
| Votants        | Votants        | Votants              | 161 252 | 86,19 %    | 161 792 | 86,44 %    |  |  |
|                |                |                      |         |            |         |            |  |  |
|                |                |                      |         | % votants  |         | % votants  |  |  |
| Blancs ou nuls | Blancs ou nuls | Blancs ou nuls       | 2 692   | 1,67 %     | 8 007   | 4,95 %     |  |  |
| Exprimés       | Exprimés       | Exprimés             | 158 560 | 98,33 %    | 153 785 | 95,05 %    |  |  |

### 2002
Après cinq années de cohabitation, un duel est attendu entre Chirac et le Premier ministre Jospin lors de l'élection présidentielle de 2002, mais, à la surprise générale, ce dernier est devancé par Le Pen au premier tour. Au second tour, Chirac bénéficie du ralliement de la gauche et reçoit un score sans précédent. Il s'agit de la première élection pour un mandat de cinq ans et non plus sept.
Dans le Jura, Jean-Marie  Le Pen arrive en tête du premier tour avec 18,28 % des exprimés, suivi de Jacques  Chirac (17,29 %), Lionel  Jospin (13,45 %), Jean-Pierre  Chevenement (7,29 %) et François Bayrou (7,07 %). Au second tour, les électeurs ont voté à 81,15 % pour Jacques  Chirac contre 18,85 % pour Jean-Marie  Le Pen avec un taux de participation de 82,41 % des inscrits.
|                | FN             | Jean-Marie Le Pen       | 24 134  | 18,28 %    | 26 227  | 18,85 %    |  |  |
|                | RPR            | Jacques Chirac          | 22 837  | 17,29 %    | 112 892 | 81,15 %    |  |  |
|                | PS             | Lionel Jospin           | 17 756  | 13,45 %    |         |            |  |  |
|                | MC             | Jean-Pierre Chevènement | 9 623   | 7,29 %     |         |            |  |  |
|                | UDF            | François Bayrou         | 9 332   | 7,07 %     |         |            |  |  |
|                | LO             | Arlette Laguiller       | 7 605   | 5,76 %     |         |            |  |  |
|                | Les Verts      | Noël Mamère             | 7 315   | 5,54 %     |         |            |  |  |
|                | LCR            | Olivier Besancenot      | 6 952   | 5,26 %     |         |            |  |  |
|                | DL             | Alain Madelin           | 5 533   | 4,19 %     |         |            |  |  |
|                | CPNT           | Jean Saint-Josse        | 5 256   | 3,98 %     |         |            |  |  |
|                | MNR            | Bruno Mégret            | 4 127   | 3,13 %     |         |            |  |  |
|                | PC             | Robert Hue              | 3 873   | 2,93 %     |         |            |  |  |
|                | Cap21          | Corinne Lepage          | 2 586   | 1,96 %     |         |            |  |  |
|                | PRG            | Christiane Taubira      | 2 253   | 1,71 %     |         |            |  |  |
|                | FRS            | Christine Boutin        | 2 039   | 1,54 %     |         |            |  |  |
|                | PT             | Daniel Gluckstein       | 838     | 0,63 %     |         |            |  |  |
|                |                |                         |         |            |         |            |  |  |
|                |                |                         | Nombre  | % inscrits | Nombre  | % inscrits |  |  |
| Inscrits       | Inscrits       | Inscrits                | 181 347 |            | 181 328 |            |  |  |
| Abstentions    | Abstentions    | Abstentions             | 43 777  | 24,14 %    | 31 898  | 17,59 %    |  |  |
| Votants        | Votants        | Votants                 | 137 570 | 75,86 %    | 149 430 | 82,41 %    |  |  |
|                |                |                         |         |            |         |            |  |  |
|                |                |                         |         | % votants  |         | % votants  |  |  |
| Blancs ou nuls | Blancs ou nuls | Blancs ou nuls          | 5 511   | 4,01 %     | 10 311  | 6,9 %      |  |  |
| Exprimés       | Exprimés       | Exprimés                | 132 059 | 95,99 %    | 139 119 | 93,1 %     |  |  |

### 1995
Après une nouvelle cohabitation et alors que la droite est particulièrement divisée entre Chirac et le Premier ministre Balladur, Jospin réussit à arriver en tête au premier tour de l'élection présidentielle de 1995, malgré la très lourde défaite de la gauche aux législatives de 1993. Au second tour, il est battu par Chirac.
Dans le Jura, Lionel Jospin arrive en tête du premier tour avec 21,88 % des exprimés, suivi d'Édouard Balladur (20,24 %), Jacques Chirac (17,33 %), Jean-Marie Le Pen (15,46 %) et Robert Hue (8,24 %). Au second tour, les électeurs ont voté à 52,29 % pour Jacques Chirac contre 47,71 % pour Lionel Jospin avec un taux de participation de 82,69 % des inscrits.
|                | PS             | Lionel Jospin        | 30 638  | 21,88 %    | 65 324  | 47,71 %    |  |  |
|                | RPR            | Édouard Balladur     | 28 339  | 20,24 %    |         |            |  |  |
|                | RPR            | Jacques Chirac       | 24 270  | 17,33 %    | 71 589  | 52,29 %    |  |  |
|                | FN             | Jean-Marie Le Pen    | 21 646  | 15,46 %    |         |            |  |  |
|                | PC             | Robert Hue           | 11 533  | 8,24 %     |         |            |  |  |
|                | Les Verts      | Dominique Voynet     | 8 227   | 5,87 %     |         |            |  |  |
|                | MPF            | Philippe de Villiers | 7 581   | 5,41 %     |         |            |  |  |
|                | LO             | Arlette Laguiller    | 7 435   | 5,31 %     |         |            |  |  |
|                | S&P            | Jacques Cheminade    | 376     | 0,27 %     |         |            |  |  |
|                |                |                      |         |            |         |            |  |  |
|                |                |                      | Nombre  | % inscrits | Nombre  | % inscrits |  |  |
| Inscrits       | Inscrits       | Inscrits             | 177 806 |            | 177 773 |            |  |  |
| Abstentions    | Abstentions    | Abstentions          | 32 819  | 18,46 %    | 30 770  | 17,31 %    |  |  |
| Votants        | Votants        | Votants              | 144 987 | 81,54 %    | 147 003 | 82,69 %    |  |  |
|                |                |                      |         |            |         |            |  |  |
|                |                |                      |         | % votants  |         | % votants  |  |  |
| Blancs ou nuls | Blancs ou nuls | Blancs ou nuls       | 4 942   | 3,41 %     | 10 090  | 6,86 %     |  |  |
| Exprimés       | Exprimés       | Exprimés             | 140 045 | 96,59 %    | 136 913 | 93,14 %    |  |  |

### 1988
Après deux ans de cohabitation, Mitterrand affronte le Premier ministre Chirac lors de l'élection présidentielle de 1988. Le Pen obtient au premier tour un score jusque-là sans précédent pour un parti d'extrême droite. Au second tour, Mitterrand est facilement réélu.
Dans le Jura, François Mitterrand arrive en tête du premier tour avec 33,43 % des exprimés, suivi de Jacques Chirac (18,77 %), Raymond Barre (17,43 %), Jean-Marie Le Pen (14,53 %) et André Lajoinie (5,58 %). Au second tour, les électeurs ont voté à 54,35 % pour François Mitterrand contre 45,65 % pour Jacques Chirac avec un taux de participation de 86,67 % des inscrits.
|                | PS                    | François Mitterrand | 46 825  | 33,43 %    | 78 297  | 54,35 %    |  |  |
|                | RPR                   | Jacques Chirac      | 26 292  | 18,77 %    | 65 761  | 45,65 %    |  |  |
|                | SE                    | Raymond Barre       | 24 415  | 17,43 %    |         |            |  |  |
|                | FN                    | Jean-Marie Le Pen   | 20 347  | 14,53 %    |         |            |  |  |
|                | PC                    | André Lajoinie      | 7 814   | 5,58 %     |         |            |  |  |
|                | Les Verts             | Antoine Waechter    | 7 497   | 5,35 %     |         |            |  |  |
|                | LO                    | Arlette Laguiller   | 3 445   | 2,46 %     |         |            |  |  |
|                | Communiste rénovateur | Pierre Juquin       | 2 790   | 1,99 %     |         |            |  |  |
|                | MPT                   | Pierre Boussel      | 651     | 0,46 %     |         |            |  |  |
|                |                       |                     |         |            |         |            |  |  |
|                |                       |                     | Nombre  | % inscrits | Nombre  | % inscrits |  |  |
| Inscrits       | Inscrits              | Inscrits            | 173 510 |            | 173 384 |            |  |  |
| Abstentions    | Abstentions           | Abstentions         | 30 235  | 17,43 %    | 23 119  | 13,33 %    |  |  |
| Votants        | Votants               | Votants             | 143 275 | 82,57 %    | 150 265 | 86,67 %    |  |  |
|                |                       |                     |         |            |         |            |  |  |
|                |                       |                     |         | % votants  |         | % votants  |  |  |
| Blancs ou nuls | Blancs ou nuls        | Blancs ou nuls      | 3 199   | 2,23 %     | 6 207   | 4,13 %     |  |  |
| Exprimés       | Exprimés              | Exprimés            | 140 076 | 97,77 %    | 144 058 | 95,87 %    |  |  |

### 1981
Lors de l'élection présidentielle de 1981, Giscard d'Estaing arrive en tête au premier tour et affronte, comme la fois précédente, Mitterrand. Pour la première fois, un président sortant est battu : Mitterrand devient le premier président de gauche de la Ve République.
Dans le Jura, Valéry Giscard d'Estaing arrive en tête du premier tour avec 28,13 % des exprimés, suivi de François Mitterrand (26,56 %), Jacques Chirac (16,62 %), Georges Marchais (13,69 %) et Brice Lalonde (4,57 %). Au second tour, les électeurs ont voté à 51 % pour François Mitterrand contre 47,55 % pour Valéry Giscard d'Estaing avec un taux de participation de 88,39 % des inscrits.
|                | UDF            | Valéry Giscard d'Estaing | 38 213  | 28,13 %    | 69 165  | 47,55 %    |  |  |
|                | PS             | François Mitterrand      | 36 078  | 26,56 %    | 76 300  | 52,45 %    |  |  |
|                | RPR            | Jacques Chirac           | 22 579  | 16,62 %    |         |            |  |  |
|                | PC             | Georges Marchais         | 18 601  | 13,69 %    |         |            |  |  |
|                | MEP            | Brice Lalonde            | 6 212   | 4,57 %     |         |            |  |  |
|                | LO             | Arlette Laguiller        | 3 910   | 2,88 %     |         |            |  |  |
|                | Divers droite  | Michel Debré             | 3 170   | 2,33 %     |         |            |  |  |
|                | MRG            | Michel Crépeau           | 2 700   | 1,99 %     |         |            |  |  |
|                | Divers droite  | Marie-France Garaud      | 2 191   | 1,61 %     |         |            |  |  |
|                | PSU            | Huguette Bouchardeau     | 2 190   | 1,61 %     |         |            |  |  |
|                |                |                          |         |            |         |            |  |  |
|                |                |                          | Nombre  | % inscrits | Nombre  | % inscrits |  |  |
| Inscrits       | Inscrits       | Inscrits                 | 169 848 |            | 169 782 |            |  |  |
| Abstentions    | Abstentions    | Abstentions              | 31 492  | 18,54 %    | 19 710  | 11,61 %    |  |  |
| Votants        | Votants        | Votants                  | 138 356 | 81,46 %    | 150 072 | 88,39 %    |  |  |
|                |                |                          |         |            |         |            |  |  |
|                |                |                          |         | % votants  |         | % votants  |  |  |
| Blancs ou nuls | Blancs ou nuls | Blancs ou nuls           | 2 512   | 1,82 %     | 4 607   | 3,07 %     |  |  |
| Exprimés       | Exprimés       | Exprimés                 | 135 844 | 98,18 %    | 145 465 | 96,93 %    |  |  |

### 1974
L'élection présidentielle de 1974 est une élection anticipée à la suite de la mort de Pompidou. Mitterrand, candidat unique de la gauche, est largement en tête au premier tour devant Giscard d'Estaing, qui distance lui-même Chaban-Delmas. Au terme d'une campagne animée, marquée par un débat télévisé tendu, Giscard d'Estaing l'emporte avec une très courte avance.
Dans le Jura, François Mitterrand arrive en tête du premier tour avec 42,69 % des exprimés, suivi de Valéry Giscard d'Estaing (35,4 %), Jacques Chaban-Delmas (11,15 %), Jean Royer (3,56 %) et Arlette Laguiller (3,4 %). Au second tour, les électeurs ont voté à 51 % pour Valéry Giscard d'Estaing contre 49 % pour François Mitterrand avec un taux de participation de 88,96 % des inscrits.
|                | PS             | François Mitterrand      | 52 762  | 42,69 %    | 63 506  | 49 %       |  |  |
|                | RI             | Valéry Giscard d'Estaing | 43 747  | 35,4 %     | 66 085  | 51 %       |  |  |
|                | UDR            | Jacques Chaban-Delmas    | 13 776  | 11,15 %    |         |            |  |  |
|                | SE             | Jean Royer               | 4 401   | 3,56 %     |         |            |  |  |
|                | LO             | Arlette Laguiller        | 4 205   | 3,4 %      |         |            |  |  |
|                | SE, écologiste | René Dumont              | 1 697   | 1,37 %     |         |            |  |  |
|                | MDSF           | Émile Muller             | 992     | 0,8 %      |         |            |  |  |
|                | FN             | Jean-Marie Le Pen        | 990     | 0,8 %      |         |            |  |  |
|                | FCR            | Alain Krivine            | 498     | 0,4 %      |         |            |  |  |
|                | NAR            | Bertrand Renouvin        | 286     | 0,23 %     |         |            |  |  |
|                | MFE            | Jean-Claude Sebag        | 175     | 0,14 %     |         |            |  |  |
|                |                |                          |         |            |         |            |  |  |
|                |                |                          | Nombre  | % inscrits | Nombre  | % inscrits |  |  |
| Inscrits       | Inscrits       | Inscrits                 | 147 488 |            | 147 500 |            |  |  |
| Abstentions    | Abstentions    | Abstentions              | 22 812  | 15,47 %    | 16 288  | 11,04 %    |  |  |
| Votants        | Votants        | Votants                  | 124 676 | 84,53 %    | 131 212 | 88,96 %    |  |  |
|                |                |                          |         |            |         |            |  |  |
|                |                |                          |         | % votants  |         | % votants  |  |  |
| Blancs ou nuls | Blancs ou nuls | Blancs ou nuls           | 1 094   | 0,88 %     | 1 621   | 1,24 %     |  |  |
| Exprimés       | Exprimés       | Exprimés                 | 123 582 | 99,12 %    | 129 591 | 98,76 %    |  |  |

### 1969
L'élection présidentielle de 1969 est une élection anticipée à la suite de la démission de De Gaulle. La gauche se lance désunie dans la course et, bien que Duclos (PCF) manque de le devancer, c'est le président par intérim Poher qui accède au second tour face à l'ex-Premier ministre Pompidou. Alors que Duclos refuse d'appeler à voter au second tour pour « bonnet blanc ou blanc bonnet », Pompidou est finalement largement élu.
Dans le Jura, Georges Pompidou arrive en tête du premier tour avec 44,21 % des exprimés, suivi de Alain Poher (27,41 %), Jacques Duclos (17,65 %), Gaston Defferre (3,9 %) et Michel Rocard (3,87 %). Au second tour, les électeurs ont voté à 54,49 % pour Georges Pompidou contre 45,51 % pour Alain Poher avec un taux de participation de 73,07 % des inscrits.
|                | UDR            | Georges Pompidou | 47 598  | 44,21 %    | 54 391  | 54,49 %    |  |  |
|                | CD             | Alain Poher      | 29 505  | 27,41 %    | 45 430  | 45,51 %    |  |  |
|                | PC             | Jacques Duclos   | 18 997  | 17,65 %    |         |            |  |  |
|                | SFIO           | Gaston Defferre  | 4 201   | 3,9 %      |         |            |  |  |
|                | PSU            | Michel Rocard    | 4 165   | 3,87 %     |         |            |  |  |
|                | SE             | Louis Ducatel    | 1 877   | 1,74 %     |         |            |  |  |
|                | LC             | Alain Krivine    | 1 316   | 1,22 %     |         |            |  |  |
|                |                |                  |         |            |         |            |  |  |
|                |                |                  | Nombre  | % inscrits | Nombre  | % inscrits |  |  |
| Inscrits       | Inscrits       | Inscrits         | 144 478 |            | 144 436 |            |  |  |
| Abstentions    | Abstentions    | Abstentions      | 35 303  | 24,43 %    | 38 897  | 26,93 %    |  |  |
| Votants        | Votants        | Votants          | 109 175 | 75,57 %    | 105 539 | 73,07 %    |  |  |
|                |                |                  |         |            |         |            |  |  |
|                |                |                  |         | % votants  |         | % votants  |  |  |
| Blancs ou nuls | Blancs ou nuls | Blancs ou nuls   | 1 516   | 1,39 %     | 5 718   | 5,42 %     |  |  |
| Exprimés       | Exprimés       | Exprimés         | 107 659 | 98,61 %    | 99 821  | 94,58 %    |  |  |

### 1965
L'élection présidentielle de 1965 est la première élection au suffrage universel direct à la suite du référendum d'octobre 1962. De Gaulle est mis en ballottage, à la surprise générale, par Mitterrand, candidat unique de la gauche. La campagne du second tour est axée sur l'Europe et les relations internationales ainsi que sur l'armement nucléaire. De Gaulle est finalement réélu avec une large avance.
Dans le Jura, Charles de Gaulle arrive en tête du premier tour avec 42,75 % des exprimés, suivi de François Mitterrand (32,12 %), Jean Lecanuet (19,12 %), Jean-Louis Tixier-Vignancour (3,25 %) et Marcel Barbu (1,44 %). Au second tour, les électeurs ont voté à 55,66 % pour Charles de Gaulle contre 44,34 % pour François Mitterrand avec un taux de participation de 84,74 % des inscrits.
|                | UNR            | Charles de Gaulle            | 50 294  | 42,75 %    | 65 060  | 55,66 %    |  |  |
|                | CIR            | François Mitterrand          | 37 787  | 32,12 %    | 51 835  | 44,34 %    |  |  |
|                | MRP            | Jean Lecanuet                | 22 498  | 19,12 %    |         |            |  |  |
|                | SE             | Jean-Louis Tixier-Vignancour | 3 821   | 3,25 %     |         |            |  |  |
|                | SE             | Marcel Barbu                 | 1 695   | 1,44 %     |         |            |  |  |
|                | PLE            | Pierre Marcilhacy            | 1 564   | 1,33 %     |         |            |  |  |
|                |                |                              |         |            |         |            |  |  |
|                |                |                              | Nombre  | % inscrits | Nombre  | % inscrits |  |  |
| Inscrits       | Inscrits       | Inscrits                     | 141 771 |            | 141 733 |            |  |  |
| Abstentions    | Abstentions    | Abstentions                  | 22 998  | 16,22 %    | 21 622  | 15,26 %    |  |  |
| Votants        | Votants        | Votants                      | 118 773 | 83,78 %    | 120 111 | 84,74 %    |  |  |
|                |                |                              |         |            |         |            |  |  |
|                |                |                              |         | % votants  |         | % votants  |  |  |
| Blancs ou nuls | Blancs ou nuls | Blancs ou nuls               | 1 114   | 0,94 %     | 3 216   | 2,68 %     |  |  |
| Exprimés       | Exprimés       | Exprimés                     | 117 659 | 99,06 %    | 116 895 | 97,32 %    |  |  |